# Gérard Soler
Gérard Soler (Oujda, 29 marzo 1954) è un ex calciatore francese.
Nato in Marocco, all'epoca possedimento francese, durante la sua carriera da professionista ha giocato in diverse squadre della Division 1, collezionando complessivamente 428 presenze e realizzando 123 gol.
Con la nazionale francese ha disputato 16 partite, prendendo parte in particolare al Campionato mondiale di calcio 1982.

## Palmarès

### Club

#### Competizioni internazionali
- Coppa delle Alpi: 1

Bordeaux: 1980

### Nazionale
- Torneo di Tolone: 1

1967